# Оэ-но Тисато

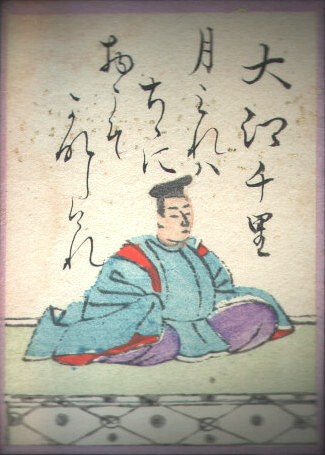
大江千里 Оэ-но Тисато

Оэ-но Тисато  или Оно Тисато (大江千里, конец IX  —  начала X века) — японский поэт средневековья.
Годы жизни в неизвестны. Принадлежал к старинному роду ученых и литераторов, и, вероятно, получил образование в Придворном университете. В 889—898 годах  участвовал  во  многих  проводимых  при  дворе  поэтических состязаниях. Занимал при  дворе невысокие  посты.  За какую-то провинность или по недоразумению был отстранен от службы и долго жил  в уединении. Затем был послан в провинцию Иё помощником наместника. Писал китайские стихи в конфуцианском духе.  Составил свою домашнюю антологию «Кудайвака», или «Оэ Тисато-сю» (894). Его стихи представлены в различных антологиях, включая «Кокинвакасю» и «Хякунин иссю» .